# Vestia foetida
Vestia es un género monotípico de plantas de la familia Solanaceae. Su única especie, Vestia foetida, endémica de Chile, donde se la conoce con los nombres vulgares de huévil, chuplín o palqui.

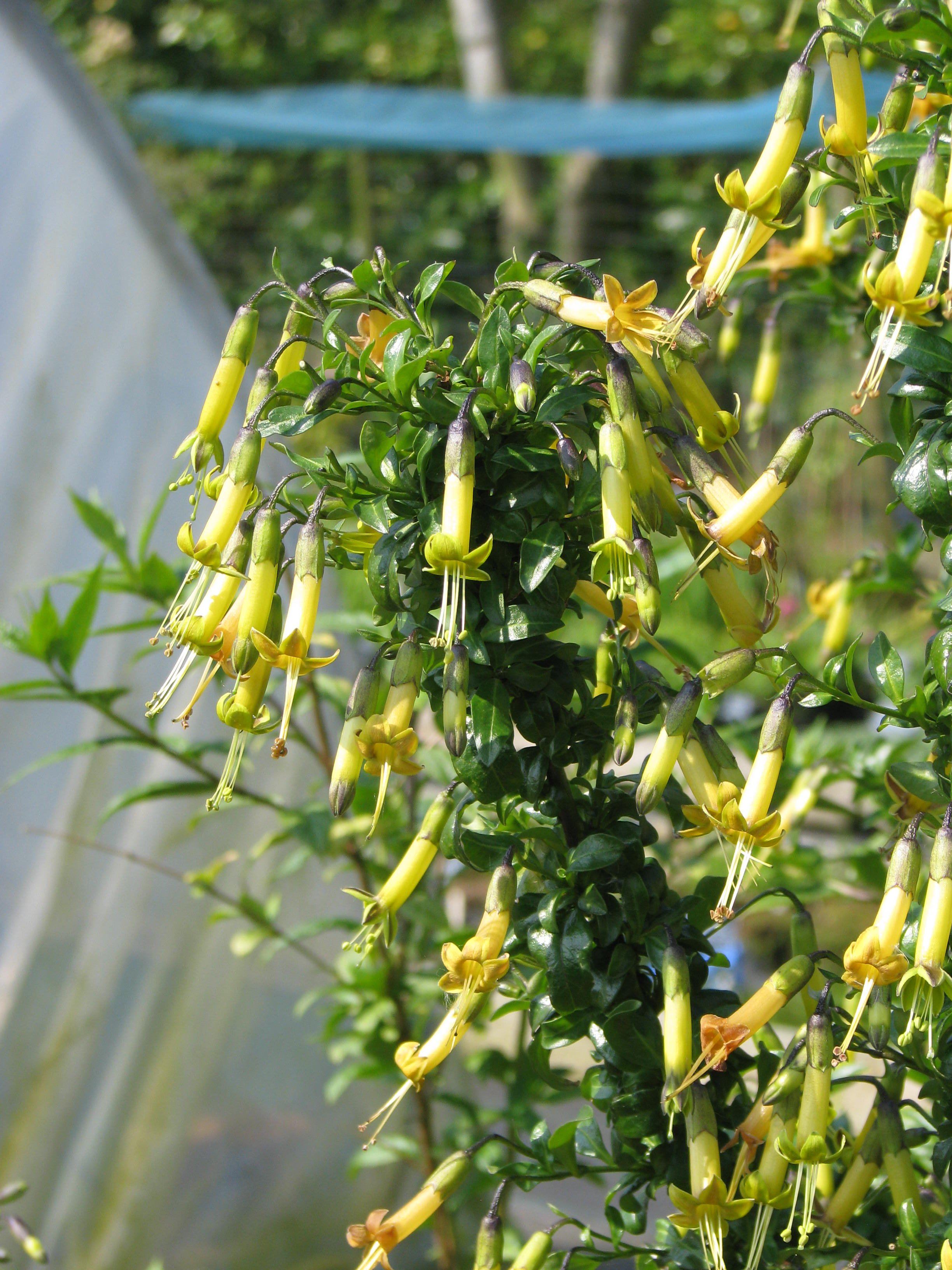
Vista de la planta

## Descripción
La única especie del género es un arbusto de poco más de 1 m de altura, con ramas largas y hojas simples de hasta 6 cm de longitud y forma elíptico-lanceolada. Las flores son amarillas con una corola de 5 pétalos de forma tubular, abierta en su extremo y el fruto es una cápsula. Toda la planta despide un olor muy desagradable por la presencia de alcaloides. 

## Distribución
Crece desde la región de Valparaíso hasta la isla de Chiloé, tanto en la costa como en la precordillera andina. Prefiere sitios húmedos y no es muy común.

## Propiedades
A pesar de su toxicidad, se la usa en medicina popular para tratar la disentería.

## Taxonomía
Vestia foetida fue descrita por Johann Centurius Hoffmannsegg y publicado en Verz. Pfl. 119. 1824.
El género forma parte de la subfamilia Cestroideae y, dentro de ella, de la tribu Cestreae, que también incluye al género Sessea y a Cestrum.
sinonimia
- Vestia lycioides Willd.[2]